# Дом купца Силина
Дом купца Ивана Силина — памятник архитектуры конца XIX — начала XX века в Астане. Памятник истории и культуры местного значения.

## История
Жилой дом купца Ивана Силина был построен в Акмолинске в конце XIX — начале XX века. 15 марта 1918 года решением заседания уездного совдепа было принято постановление организовать Красную гвардию в городе Акмолинске для защиты интересов трудящихся от посягательств буржуазии. Красная гвардия состояла из двух рот: штаб и первая рота размещались в здании бывшей типографии, вторая рота размещалась в здании дома купца Силина.
В советский период в доме действовали областная библиотека и филармония.
В 1990-е годы в здании размещались медицинский центр Управления делами президента, в 1997—1998 годах — штаб комиссии по передислокации столицы. В 2005—2019 годах здание занимало посольство Белоруссии в Казахстане, которое открывали в мае 2005 года президенты двух государств — Александр Лукашенко и Нурсултан Назарбаев. С 2023 года в здании расположен филиал сети частных художественных школ и клубов UNESCO — InDiGo.